# Lithobates warszewitschii
Espèce
Synonymes
- Ixalus warszewitschii Schmidt, 1857
- Rana coeruleopunctata Steindachner, 1864
- Ranula chrysoprasina Cope, 1866
- Rana warszewitschii (Schmidt, 1857)
- Rana zeteki Barbour, 1925

Statut de conservation UICN

 LC  : Préoccupation mineure
Lithobates warszewitschii est une espèce d'amphibiens de la famille des Ranidae.

## Répartition
Cette espèce se rencontre du niveau de la mer jusqu'à 1 740 m d'altitude au Honduras, au Nicaragua, au Costa Rica et au Panama,.

## Habitat
Lithobates warszewitschii vit en milieu très humide sur le sol des forêts.

## Description
Lithobates warszewitschii mesure jusqu'à 48 mm pour les mâles et 63 mm pour les femelles. Les têtards mesurent quant à eux jusqu'à 105 mm.

## Étymologie
Cette espèce est nommée en l'honneur de Józef Warszewicz (1812-1866).

## Publication originale
- Schmidt, 1857 : Diagnosen neuer frösche des zoologischen cabinets zu krakau. Sitzungberichte der Mathematisch-Naturwissenschaftlichen Classe der Kaiserlichen Akademie der Wissenschaften, vol. 24, p. 10–15 (texte intégral).